# Prins Hisaaki
Prins Hisaaki (japanska: 久明親王?, Hisaaki-shinnoue), född 19 oktober 1276, död 16 november 1328, var den åttonde shogunen av Kamakura-shogunatet i Japan. Son till kejsaren Go-Fukakusa efterträdde han prins Koreyasu 1289 och regerade fram till 1308 som en marionett till Hojo-klanen, för att sedan efterträdas av sin son prins Morikuni.